# 유리 체반
유리 볼로디미로비치 체반(우크라이나어: Ю́рій Володи́мирович Чеба́н, 1986년 7월 5일~)은 우크라이나의 스프린트 카누 선수이다. 2008년 하계 올림픽에서 C-1 500m 동메달을 획득했으며, 2012년과 2016년 하계 올림픽에서 C-1 200m 부문 금메달을 획득했다. 또한 세계 선수권 대회에서 금메달 2개, 은메달 3개, 동메달 1개를 획득했다.